# Campionato europeo maschile under 17 di calcio
Il campionato europeo maschile under 17 di calcio è una manifestazione calcistica per squadre nazionali che si svolge annualmente, organizzata dall'UEFA. La prima edizione si disputò nel 1982 e vide la vittoria dell'Italia.
Fino al 2001 è stato un evento riservato alle nazionali Under-16.

## Edizioni

### Campionato europeo Under-16
| Anno | Ospitante       |                   | Finale                  | Finale           | Finale           |                         | Finale terzo e quarto posto | Finale terzo e quarto posto | Finale terzo e quarto posto |
| Anno | Ospitante       | Vincitore         | Risultato               | 2º posto         | 3º posto         | Risultato               | 4º posto                    |                             |                             |
| 1982 | Italia          | Italia            | 1 - 0                   | Germania Ovest   | Jugoslavia       | 0 - 0 (dts) 4 - 2 (dtr) | Finlandia                   |                             |                             |
| 1984 | Germania Ovest  | Germania Ovest    | 2 - 0                   | Unione Sovietica | Inghilterra      | 1 - 0 (dts)             | Jugoslavia                  |                             |                             |
| 1985 | Ungheria        | Unione Sovietica  | 4 - 0                   | Grecia           | Spagna           | 1 - 0                   | Germania Est                |                             |                             |
| 1986 | Grecia          | Spagna            | 2 - 1                   | Italia           | Unione Sovietica | 1 - 1 (dts) 9 - 8 (dtr) | Germania Est                |                             |                             |
| 1987 | Francia         | Italia (revocato) | 1 - 0                   | Unione Sovietica | Francia          | 3 - 0                   | Turchia                     |                             |                             |
| 1988 | Spagna          | Spagna            | 0 - 0 (dts) 4 - 2 (dtr) | Portogallo       | Germania Est     | 0 - 0 (dts) 5 - 4 (dtr) | Germania Ovest              |                             |                             |
| 1989 | Danimarca       | Portogallo        | 4 - 1                   | Germania Est     | Francia          | 3 - 2                   | Spagna                      |                             |                             |
| 1990 | Germania Est    | Cecoslovacchia    | 3 - 2 (dts)             | Jugoslavia       | Polonia          | 3 - 2                   | Portogallo                  |                             |                             |
| 1991 | Svizzera        | Spagna            | 2 - 0                   | Germania         | Grecia           | 1 - 1 (dts) 5 - 4 (dtr) | Francia                     |                             |                             |
| 1992 | Cipro           | Germania          | 2 - 1                   | Spagna           | Italia           | 1 - 0                   | Portogallo                  |                             |                             |
| 1993 | Turchia         | Polonia           | 1 - 0                   | Italia           | Cecoslovacchia   | 2 - 1                   | Francia                     |                             |                             |
| 1994 | Irlanda         | Turchia           | 1 - 0                   | Danimarca        | Ucraina          | 2 - 0                   | Austria                     |                             |                             |
| 1995 | Belgio          | Portogallo        | 2 - 0                   | Spagna           | Germania         | 2 - 1 (dts)             | Francia                     |                             |                             |
| 1996 | Austria         | Portogallo        | 1 - 0                   | Francia          | Israele          | 3 - 2                   | Grecia                      |                             |                             |
| 1997 | Germania        | Spagna            | 0 - 0 (dts) 5 - 4 (dtr) | Austria          | Germania         | 3 - 1                   | Svizzera                    |                             |                             |
| 1998 | Scozia          | Irlanda           | 2 - 1                   | Italia           | Spagna           | 2 - 1                   | Portogallo                  |                             |                             |
| 1999 | Repubblica Ceca | Spagna            | 4 - 1                   | Polonia          | Germania         | 2 - 1                   | Rep. Ceca                   |                             |                             |
| 2000 | Israele         | Portogallo        | 2 - 1gg                 | Danimarca        | Paesi Bassi      | 5 - 0                   | Grecia                      |                             |                             |
| 2001 | Inghilterra     | Spagna            | 1 - 0                   | Francia          | Croazia          | 4 - 1                   | Inghilterra                 |                             |                             |

### Campionato europeo Under-17
| Anno | Ospitante   |            | Finale                  | Finale      | Finale      |                         | Finale 3º e 4º posto | Finale 3º e 4º posto | Finale 3º e 4º posto |
| Anno | Ospitante   | Vincitore  | Risultato               | 2º posto    | 3º posto    | Risultato               | 4º posto             |                      |                      |
| 2002 | Danimarca   | Svizzera   | 0 - 0 (dts) 4 - 2 (dtr) | Francia     | Inghilterra | 4 - 1                   | Spagna               |                      |                      |
| 2003 | Portogallo  | Portogallo | 2 - 1                   | Spagna      | Austria     | 1 - 0                   | Inghilterra          |                      |                      |
| 2004 | Francia     | Francia    | 2 - 1                   | Spagna      | Portogallo  | 4 - 4 (dts) 3 - 2 (dtr) | Inghilterra          |                      |                      |
| 2005 | Italia      | Turchia    | 2 - 0                   | Paesi Bassi | Italia      | 2 - 1 (dts)             | Croazia              |                      |                      |
| 2006 | Lussemburgo | Russia     | 2 - 2 (dts) 5 - 3 (dtr) | Rep. Ceca   | Spagna      | 1 - 1 (dts) 3 - 2 (dtr) | Germania             |                      |                      |

| Anno | Ospitante     |               | Finale                  | Finale        | Finale                |                       | Semifinaliste         | Semifinaliste |  |
| Anno | Ospitante     | Vincitore     | Risultato               | 2º posto      |                       |                       | Semifinaliste         | Semifinaliste |  |
| 2007 | Belgio        | Spagna        | 1 - 0                   | Inghilterra   | Belgio Francia        | Belgio Francia        | Belgio Francia        |               |  |
| 2008 | Turchia       | Spagna        | 4 - 0                   | Francia       | Paesi Bassi Turchia   | Paesi Bassi Turchia   | Paesi Bassi Turchia   |               |  |
| 2009 | Germania      | Germania      | 2 - 1                   | Paesi Bassi   | Italia Svizzera       | Italia Svizzera       | Italia Svizzera       |               |  |
| 2010 | Liechtenstein | Inghilterra   | 2 - 1                   | Spagna        | Francia Turchia       | Francia Turchia       | Francia Turchia       |               |  |
| 2011 | Serbia        | Paesi Bassi   | 5 - 2                   | Germania      | Inghilterra Danimarca | Inghilterra Danimarca | Inghilterra Danimarca |               |  |
| 2012 | Slovenia      | Paesi Bassi   | 1 - 1 (dts) 5 - 4 (dtr) | Germania      | Polonia Georgia       | Polonia Georgia       | Polonia Georgia       |               |  |
| 2013 | Slovacchia    | Russia        | 0 - 0 (dts) 5 - 4 (dtr) | Italia        | Slovacchia Svezia     | Slovacchia Svezia     | Slovacchia Svezia     |               |  |
| 2014 | Malta         | Inghilterra   | 1 - 1 (dts) 4 - 1 (dtr) | Paesi Bassi   | Scozia Portogallo     | Scozia Portogallo     | Scozia Portogallo     |               |  |
| 2015 | Bulgaria      | Francia       | 4 - 1                   | Germania      | Belgio Russia         | Belgio Russia         | Belgio Russia         |               |  |
| 2016 | Azerbaigian   | Portogallo    | 1 - 1 (dts) 5 - 4 (dtr) | Spagna        | Germania Paesi Bassi  | Germania Paesi Bassi  | Germania Paesi Bassi  |               |  |
| 2017 | Croazia       | Spagna        | 2 - 2 (dts) 4 - 1 (dtr) | Inghilterra   | Germania Turchia      | Germania Turchia      | Germania Turchia      |               |  |
| 2018 | Inghilterra   | Paesi Bassi   | 2 - 2 (dts) 4 - 1 (dtr) | Italia        | Inghilterra Belgio    | Inghilterra Belgio    | Inghilterra Belgio    |               |  |
| 2019 | Irlanda       | Paesi Bassi   | 4 - 2                   | Italia        | Spagna Francia        | Spagna Francia        | Spagna Francia        |               |  |
| 2020 | Estonia       | Non disputata | Non disputata           | Non disputata |                       |                       |                       |               |  |
| 2021 | Cipro         | Non disputata | Non disputata           | Non disputata |                       |                       |                       |               |  |
| 2022 | Israele       | Francia       | 2 - 1                   | Paesi Bassi   | Portogallo Serbia     | Portogallo Serbia     | Portogallo Serbia     |               |  |
| 2023 | Ungheria      | Germania      | 0 - 0 (dts) 5 - 4 (dtr) | Francia       | Polonia Spagna        | Polonia Spagna        | Polonia Spagna        |               |  |
| 2024 | Cipro         | Italia        | 3 - 0                   | Portogallo    | Danimarca Serbia      | Danimarca Serbia      | Danimarca Serbia      |               |  |
| 2025 | Albania       | Portogallo    | 3 - 0                   | Francia       | Belgio Italia         | Belgio Italia         | Belgio Italia         |               |  |
| 2026 | Estonia       |               |                         |               |                       |                       |                       |               |  |
| 2027 | Lettonia      |               |                         |               |                       |                       |                       |               |  |

## Vittorie per nazionale
| Nazionale        | Under-16 | Under-17 | Totale |
| ---------------- | -------- | -------- | ------ |
| Spagna           | 6        | 3        | 9      |
| Portogallo       | 4        | 3        | 7      |
| Germania         | 2        | 2        | 4      |
| Paesi Bassi      | -        | 4        | 4      |
| Francia          | -        | 3        | 3      |
| Italia           | 1        | 1        | 2      |
| Turchia          | 1        | 1        | 2      |
| Inghilterra      | -        | 2        | 2      |
| Russia           | -        | 2        | 2      |
| Cecoslovacchia   | 1        | -        | 1      |
| Irlanda          | 1        | -        | 1      |
| Polonia          | 1        | -        | 1      |
| Svizzera         | -        | 1        | 1      |
| Unione Sovietica | 1        | -        | 1      |